# Östersund (Gemeinde)
Koordinaten: 63° 11′ N, 14° 38′ O

Östersund ist eine Gemeinde (schwedisch kommun) in der schwedischen Provinz Jämtlands län und der historischen Provinz Jämtland. Der Hauptort der Gemeinde ist Östersund.

## Geographie
Die Gemeinde erstreckt sich vom See Storsjön (inklusive Storsjöodjuret) etwa 60 Kilometer nach Nordosten. Durch die Gemeinde fließt der Indalsälven.
Durch die Gemeinde führen die Europastraßen 14 und 45, die Reichsstraße 87 sowie die Eisenbahnlinie Stockholm–Ånge–Trondheim und die Inlandsbahn. Des Weiteren gibt es den Flughafen Åre Östersund.

Grabhügel von Odensala in Östersund
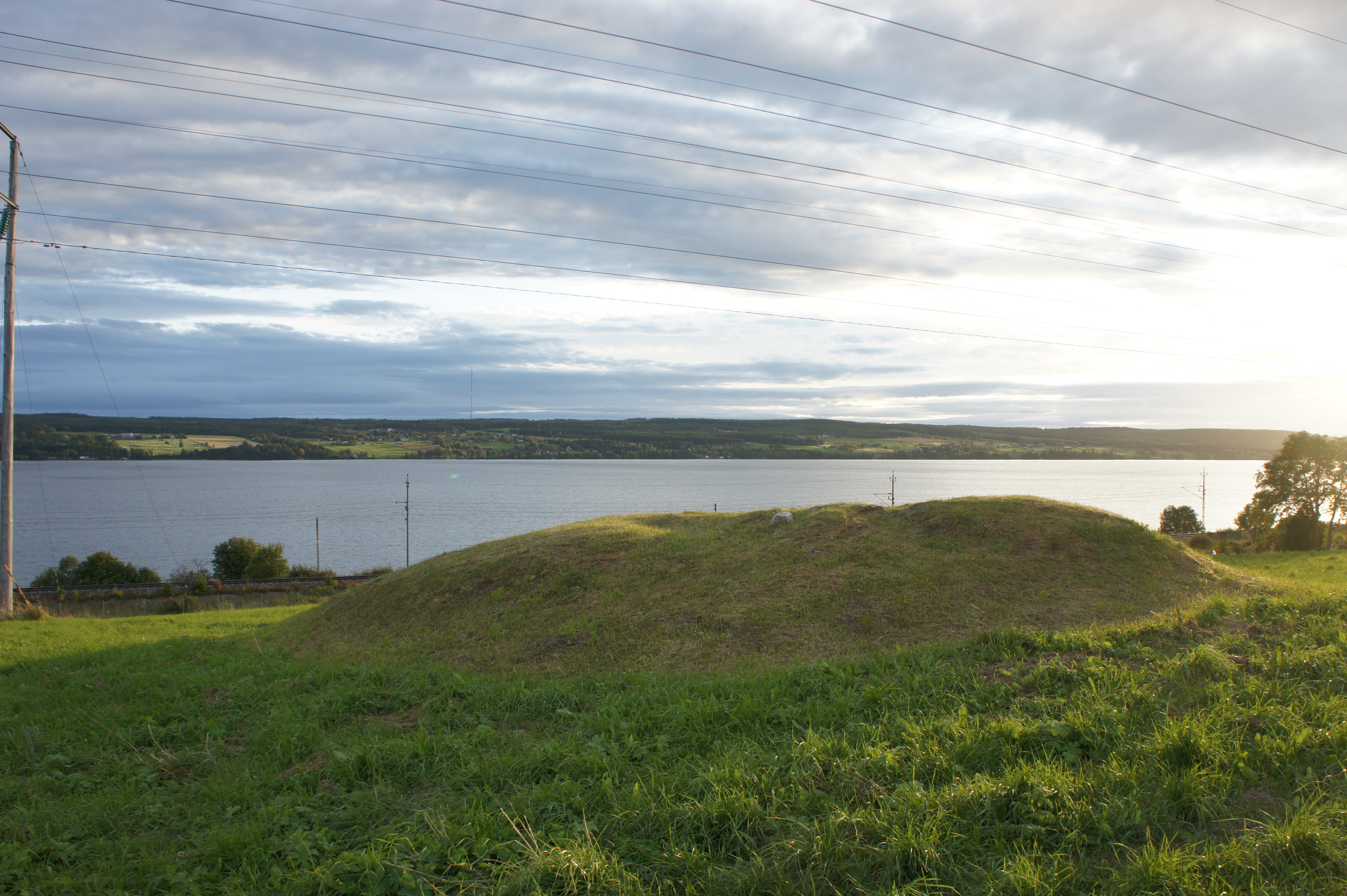
Östersund 13:1
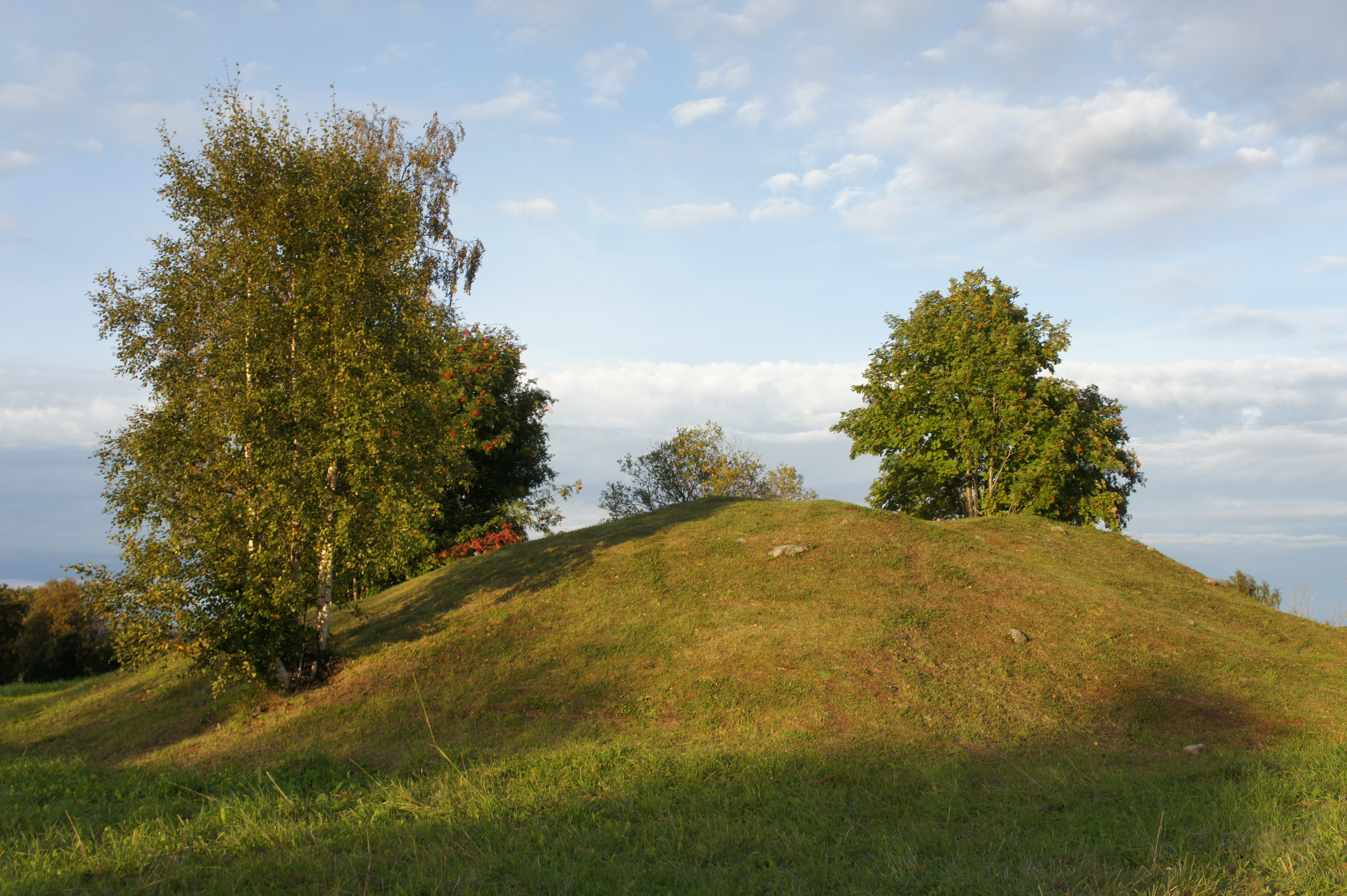
Östersund 14:1
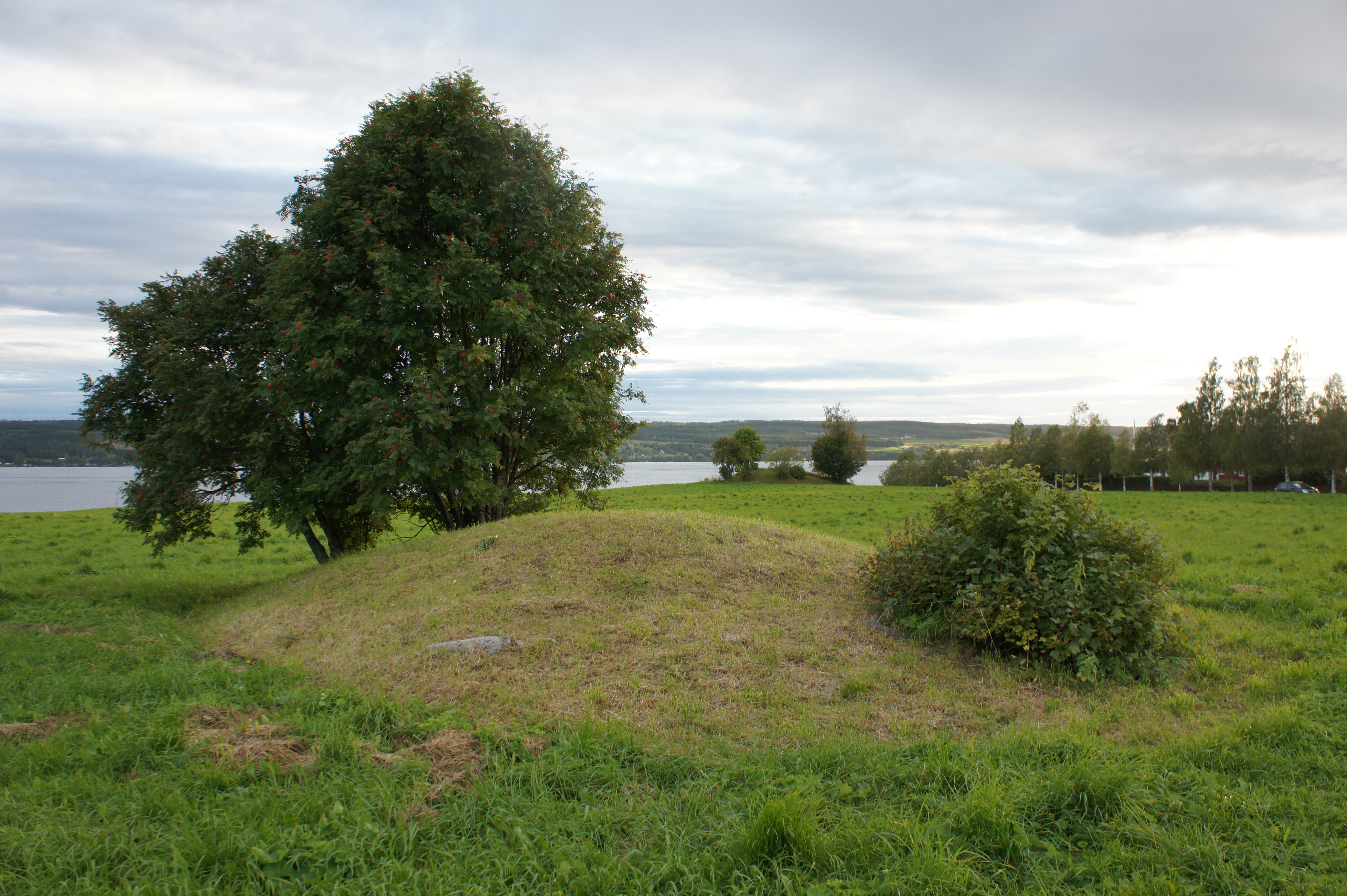
Östersund 15:1
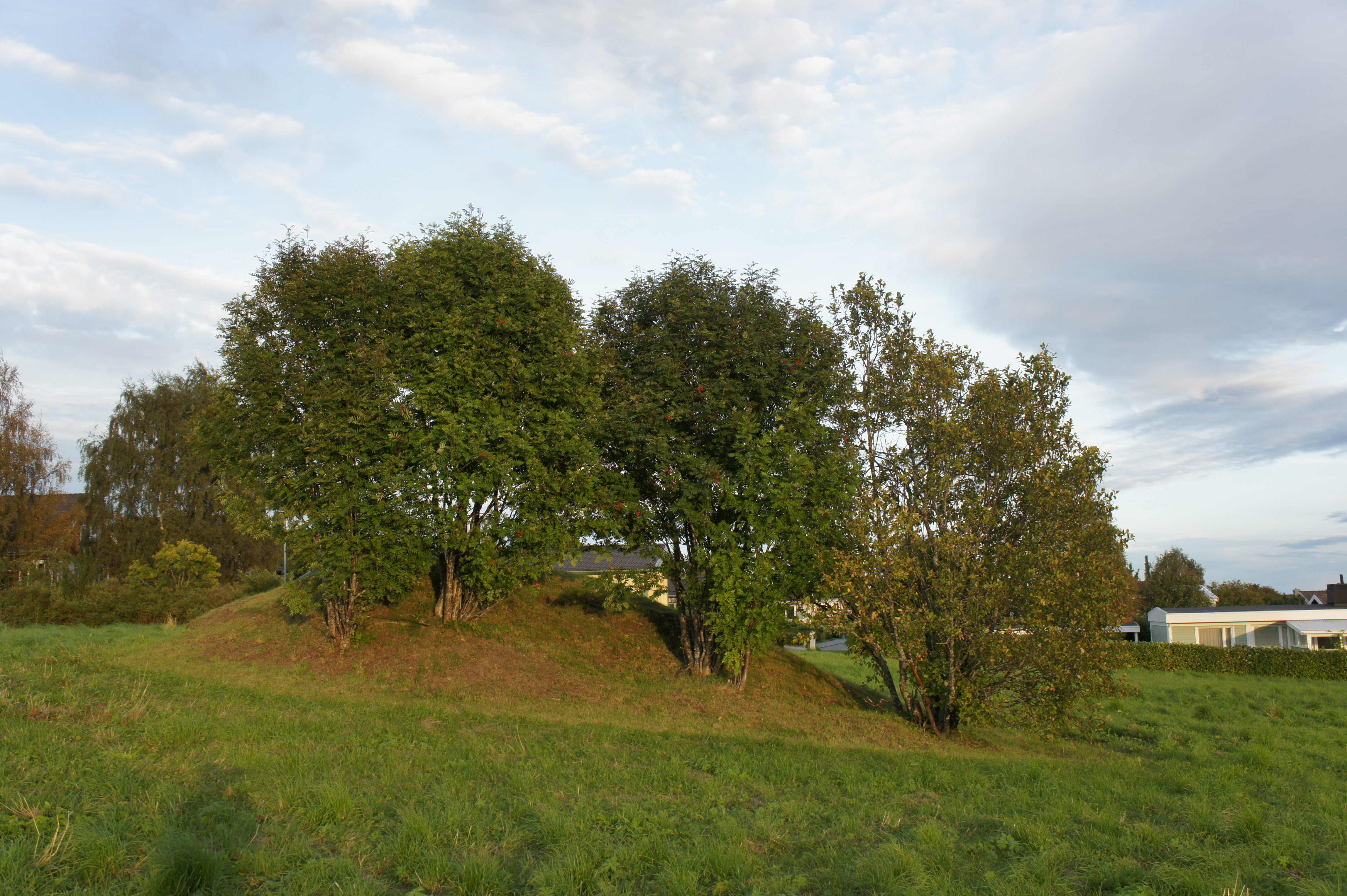
Östersund 17:1

## Geschichte
1786 wurde der Ort Östersund von König Gustav III. zur Stadt erhoben und die Verwaltung der Gemeinde von Frösön nach dort verlegt. Zu Reichtum gelangte Östersund im 19. Jahrhundert durch die Holzindustrie.

## Wappen
Beschreibung: In Blau ein silberner Elchkopf en face (in Vorderansicht).

## Wirtschaft
Östersund war früher eine wichtige Agrargemeinde, heute dominiert aber der Verwaltungs- und Dienstleistungssektor. Die Provinzialverwaltung, die Verwaltung des Provinziallandtages, die Gemeindeverwaltung und militärische Einrichtungen sind wichtige Arbeitgeber im öffentlichen Bereich. Auch der Bildungsbereich mit der Universität, der Arbeitsmarktverwaltung und einigen privaten Unternehmen im Bereich der Informationstechnologie ist von Bedeutung. Industrieorte sind neben dem Hauptort Tändsbyn, Lit und Brunflo.

## Sehenswürdigkeiten
Die Inseln Andersön, Skansholmen und Isön im Storsjön sind Naturreservate.
Auf dem Festland nahe den Inseln liegt eine mittelalterliche Kirchenruine mit der Ruine eines Verteidigungsturms, den König Sverre 1178 nach einem Sieg auf dem Eis des Storsjön erbauen ließ. Nicht weit davon, in Brunflo, steht ein zweiter mittelalterlicher Verteidigungsturm, wahrscheinlich errichtet als Gegenstück.
Der Aussichtsturm Frösö, dessen Spitze 468 Meter über dem Meeresspiegel liegt, erlaubt einen Rundblick über Östersund, Frösön und den Storsjön.
Ende Juli findet in Östersund das Storsjöyran-Musikfestival statt.

### Zoos

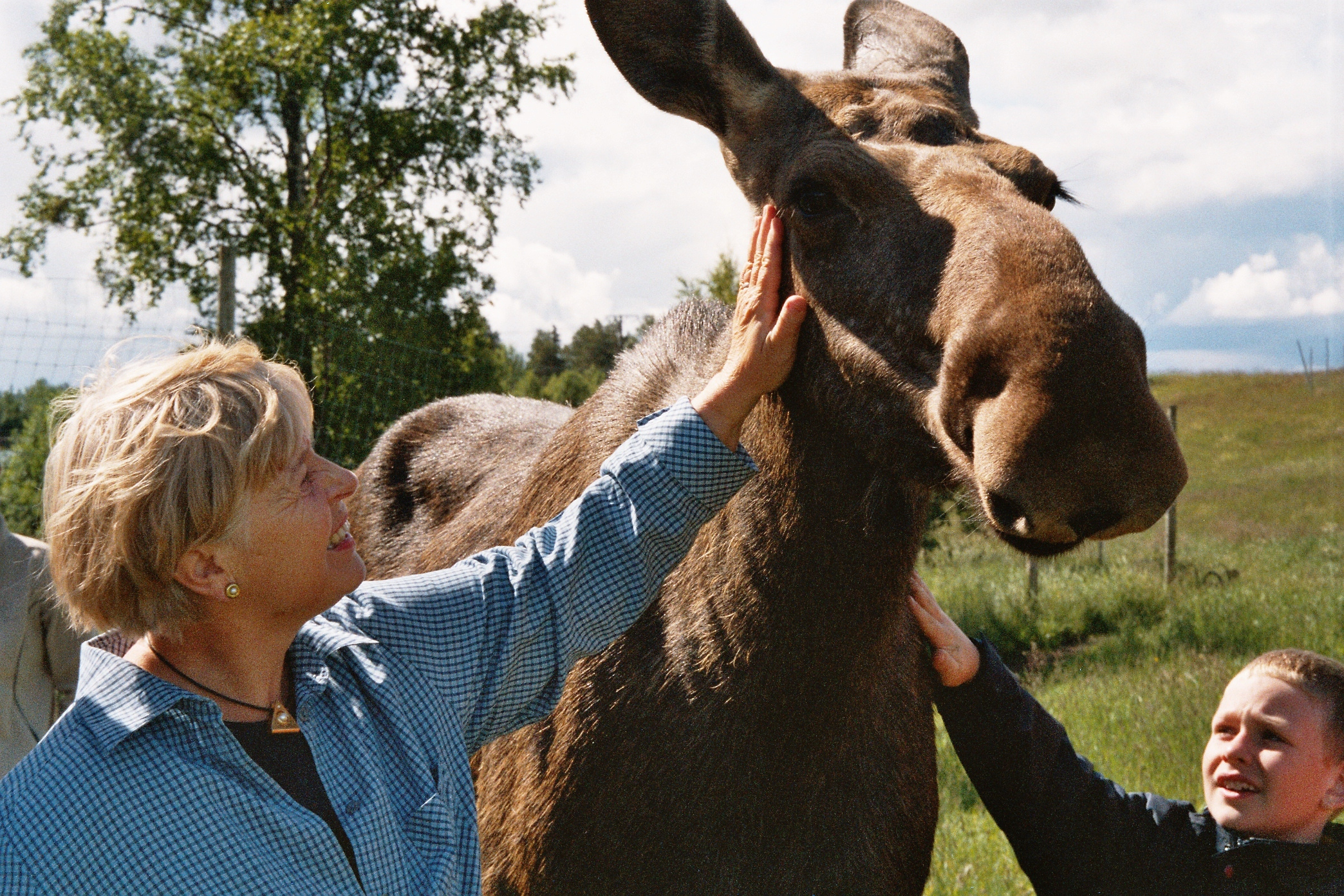
Moose Garden in Orrviken

Die Elchfarm Moose Garden in Orrviken nahe Östersund ermöglicht es, Elche aus der Nähe zu erleben.
Der Frösö-Zoo beherbergt über 700 Tierarten.

### Museen

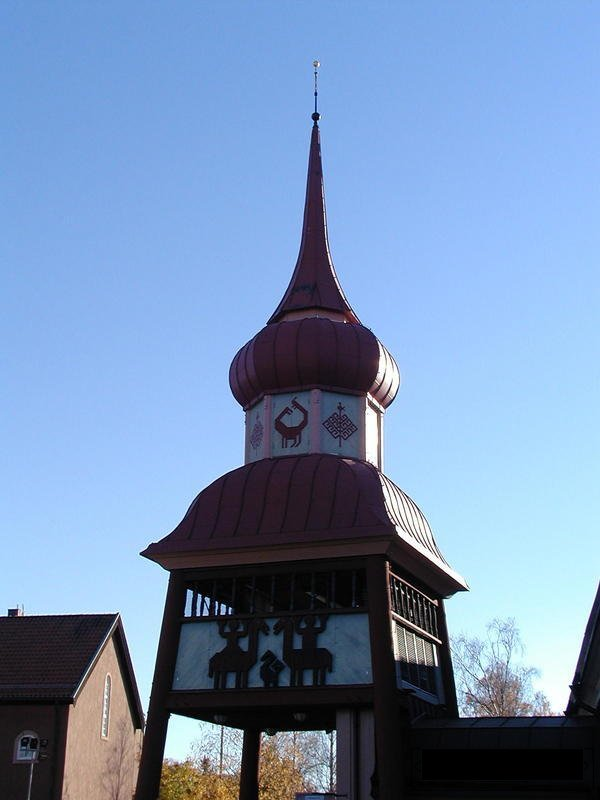
Eingang des Freilichtmuseums Jamtli.

Das Freilichtmuseum Jamtli zeigt die Geschichte der Region, für Kinder aufbereitet. Das Stadtmuseum Östersund zeigt die Geschichte der Stadt Östersund von 1786 bis 1930. Des Weiteren gibt es ein Flugzeugmuseum, ein Polizeimuseum und das Sommarhagen-Museum.

## Orte
Neben der Stadt Östersund gibt es noch einige weitere Orte (tätorter):
| - Brunflo - Häggenås - Optand - Lit | - Marieby - Ope - Orrviken - Tandsbyn |  |

Des Weiteren gibt es noch einige kleinere Dörfer (småorter).